# Kriva ćuprija
Kriva ćuprija jest malen i najstariji kameni most s jednim lukom u Mostaru izgrađen 1558. godine za vrijeme vladavine Osmanlija. Njegov graditelj bio je osmanlijski arhitekt Ćejvan Ketoda.
Nalazi se tridesetak metara zapadno od Starog mosta i predstavlja njegovu minijaturnu verziju. Povezuje obale Radobolje, luk je mosta polukružan, promjera 8,56 m. Most je visok 4,15 m, a do njega se dolazi kamenim stepenicama.
Kriva ćuprija pripada graditeljskoj cjelini Starog grada u Mostaru, a proglašena je UNESCO-ovim spomenikom svjetske baštine.